# Philip May
John Philip May (Norfolk, 18 de septiembre de 1957) es un gerente de inversión británico. Está casado con Theresa May, ex primera ministra británica.

## Infancia y educación
May nació en Norfolk y creció cerca de Liverpool. Fue alumno de la Calday Grange Grammar School en West Kirby. Sus padres eran John y Joy May, un representante de ventas de un mayorista de zapatos y una profesora de lengua francesa, respectivamente.
Asistió al Lincoln College de la Universidad de Oxford, graduándose con una licenciatura en historia. Fue presidente de la Oxford Union Society en 1979. En esta función reemplazó a Alan Duncan y fue sucedido por el periodista Michael Crick.

## Ocupación
Ha trabajado en finanzas desde su graduación. A partir de 2016,  ha sido empleado por el grupo financiero Capital Internacional como director de relaciones. Anteriormente ha sido gestor de fondos para de Zoete & Bevan y Deutsche Asset Management. Antes de eliminar su página de LinkedIn en 2016, May estableció que sus intereses laborales eran los fondos de pensiones y la administración de relaciones de seguro.
Después de que su esposa Theresa ha emergido como la única candidata para la jefatura del partido Conservador, su empleador emitió una declaración diciendo que su trabajo actual no lo hace responsable de las decisiones de inversión: "no está implicado ni dirige dinero, y tampoco es un administrador de cartera. Su trabajo es asegurar que los clientes sean felices con el servicio y que nosotros entendamos sus objetivos."
May fue brevemente jefe de la asociación del Partido Conservador local en Wimbledon antes de decir concentrase en su carrera de finanzas únicamente.

## Vida personal

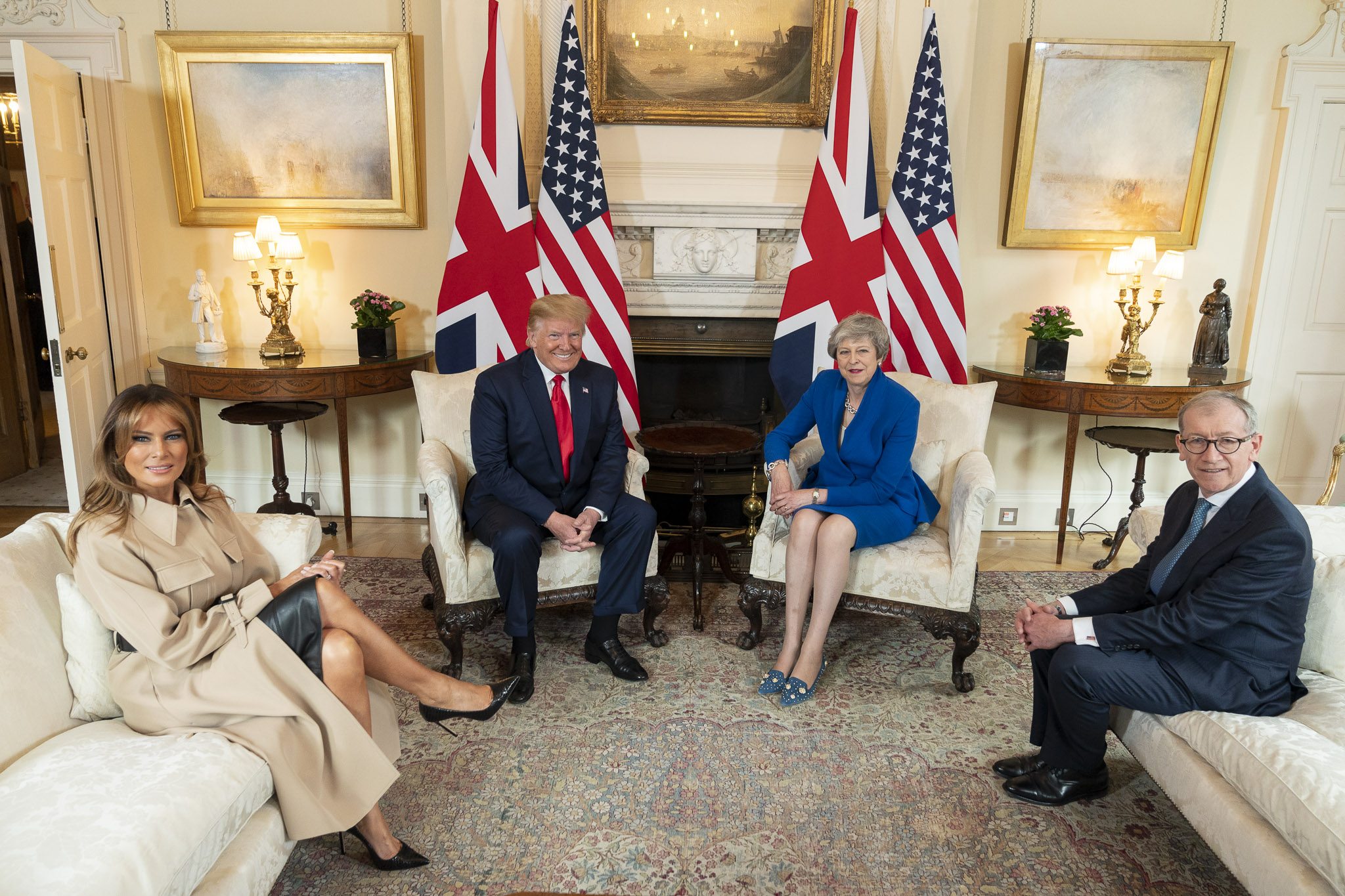
Philip May y su esposa con Melania y Donald Trump

May y su mujer, conocida entonces como Theresa Brasier, se conocieron mientras eran alumnos en la Universidad de Oxford. Fueron presentados por la futura primera ministra de Pakistán, Benazir Bhutto, en una discoteca del Partido Conservador. Se casaron el 6 de septiembre de 1980. La pareja no tiene hijos.